# 懷特奧克鎮區 (密西根州)
懷特奧克鎮區（英語：White Oak Township）是位於美國密西根州英厄姆縣的一個行政鎮區。

## 地方資料
懷特奧克鎮區的面積為94.48平方千米，當中陸地面積為93.96平方千米，而水域面積為0.52平方千米。根據2020年美國人口普查的數據，當地共有人口1199人，而人口密度為每平方千米12.69人。